# アルカ (靴屋)
株式会社アルカ（ALCA CO.,LTD.）は、靴を取り扱う日本の企業。ドイツと日本におけるシューフィッターの資格を持つ久世泰雄によって1983年1月に創業され、同年7月に株式会社となる。グループ会社として靴の輸入と卸売を行う株式会社シュリット（1990年設立）と、「足と靴の学校」として教育を行う株式会社フロイデ（2000年開講）が存在する。
1994年4月にはシュリットが糖尿病患者用のシューズの輸入と販売を開始した。1999年には大阪市中央区の大阪髙島屋内に出店。。

## 関連書籍
- 町田英一 著・久世泰雄 協力『足の痛みと変形を治す本 外反母趾、陥入爪、タコ、ウオノメを治す最新医学』マキノ出版、1999年。ISBN 978-4-8376-1110-3
- 久世泰雄 監修・日経事業出版社 編『失敗しない靴えらび カワイイ!でも……痛くない』日経事業出版社、1999年。ISBN 978-4-93074695-5